# Melittobia sosui
Melittobia sosui är en stekelart som beskrevs av Dahms 1984. Melittobia sosui ingår i släktet Melittobia och familjen finglanssteklar.
Artens utbredningsområde är Taiwan. Inga underarter finns listade i Catalogue of Life.